# 第56步兵師 (德國國防軍)
第56步兵師（德語：56. Infanterie-Division）是納粹德國國防軍陸軍的一個步兵師。該師於1939年8月在德累斯顿組建。
第二次世界大戰期間，該師參與入侵波蘭、入侵法國行動，1941年6月，該師並參與巴巴羅薩行動。此後該師一直在東線作戰，直至1944年巴格拉基昂行動期間被殲。
同年9月，該師在東普魯士重建，繼續在東線作戰，最後於1945年在海利根貝爾口袋被圍殲。

## 註腳
1. ↑  Mitcham（2007年）